# Alyx Vance
Alyx Vance is een personage uit het computerspel Half-Life 2. Ze is daar de rechterhand van Gordon Freeman.

## Rol
Alyx is de dochter van Eli Vance en Gordons steun en toeverlaat tijdens het spel. Ze helpt hem zo veel als ze kan, en zou alles doen om Gordon uit de problemen te helpen.
Aan het begin van Half-Life 2: Episode One wordt duidelijk gehint dat Alyx meer dan vriendschappelijke gevoelens heeft voor Gordon.
Alyx is zeer technisch aangelegd en helpt Gordon met het kraken van beveiligingssystemen en het bedienen van communicatieapparatuur. Zij heeft haar eigen robot, Dog, die gebouwd is door haar vader (Eli Vance) die ook onmisbaar blijkt in het spel.

## Stem en uiterlijk
De stem van Alyx is ingesproken door de actrice Merle Dandrige. Buiten het feit dat ze de stem van Alyx heeft ingesproken, vertoont Alyx ook verscheidene gelijkenissen met Merle.
Vances gezicht en lichaam lijken echter op dat van Jamil Mullen.